# ملاحة فضائية

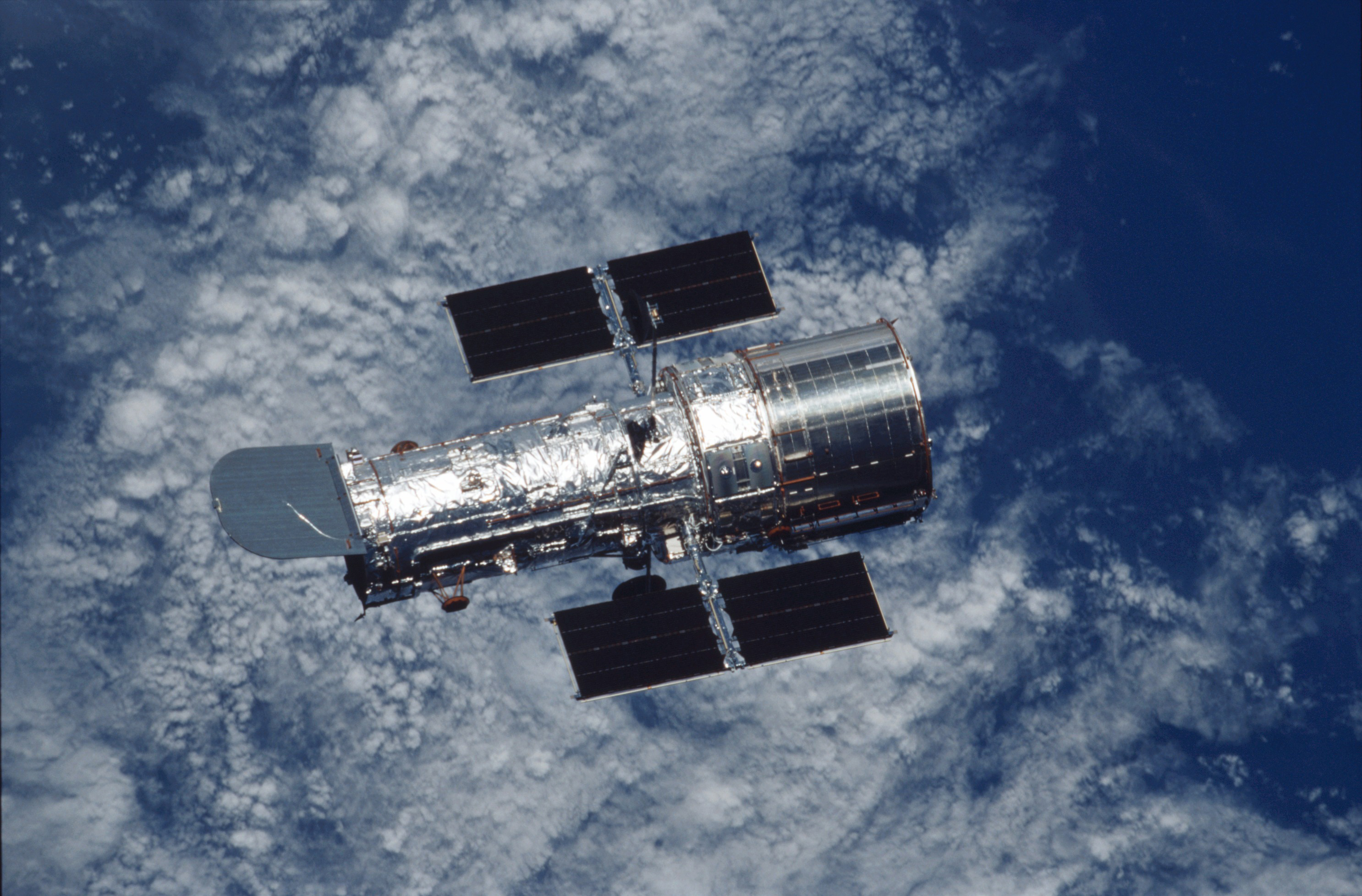
مرصد هابل الفضائي فوق الأرض (أثناء بعثة إس تي إس-109)

الملاحة الفضائية، وعلوم الهندسة الفضائية المرتبطة بها، هي نظرية وتطبيق الملاحة خارج الغلاف الجوي للأرض. وبمعنى آخر، هي علوم وتقنيات الرحلات الفضائية.
واشتق اسم ملاحة فضائية (astronautics) بالقياس على مصطلح الملاحة الجوية (aeronautics). ولأن هناك قدرًا من التداخل في التقنيات بين هذين المجالين، استخدم لفظ الفضاء الجوي للدلالة عليهما معًا.
تفرض قيود في الملاحة الفضائية، كما في الملاحة الجوية، على الكتلة ودرجات الحرارة والقوى الخارجية تقضي بأن تتحمل التطبيقات المستخدمة الظروف البالغة القسوة: التخلية وقصف الإشعاع في الفراغ بين الكواكب والأحزمة المغناطيسية في المدار الأرضي المنخفض. لا بد أن تصمد صواريخ النقل أمام القوى الجبارة، بينما قد تتعرض الأقمار الصناعية إلى تغيرات هائلة في درجة الحرارة في مدة لا تكاد تذكر. والقيود الصارمة التي تُفرض على الكتلة تجعل مهندسي الملاحة الفضائية باستمرار أمام تحدي النزول بالوزن أثناء التصميم لرفع الحمولة التي تصل إلى المدار.

## نبذة تاريخية
التاريخ المبكر للملاحة هو أمر نظري: تأسست الرياضيات الأساسية لرحلات الفضاء حسب ما ذكره إسحاق نيوتن في دراسة كتبها سنة 1687 بعنوان الأصول الرياضية للفلسفة الطبيعية  وأسهم علماء رياضيات آخرون بإسهامات حقيقية، ومن هؤلاء السويسري ليونهارت أويلر (Leonhard Euler) والإيطالي جوزيف لوي لاغرانج (Joseph Louis Lagrange) وذلك في القرنين الثامن عشر والتاسع عشر. ومع هذه الإسهامات الكثيرة، لم تصبح الملاحة الفلكية علمًا تطبيقيًا إلا في منتصف القرن العشرين. ومن ناحية أخرى، داعبت فكرة التحليق في الفضاء خيال شخصيات أدبية منها جول فيرن (Jules Verne) وهربرت جورج ويلز (HG Wells).
وفي بداية القرن العشرين، استمد الروسي قسطنطين تسيولكوفسكي معادلة الصاروخ الشهيرة - المعادلة التي تنظم حركة الدفع باستخدام الصاروخ. وبهذه المعادلة أصبح من الممكن حساب السرعة النهائية للصاروخ بمجرد معرفة كتلة المركبة الفضائية ({\displaystyle m_{1}}) ومجموع كتلة الدافع والمركبة الفضائية ({\displaystyle m_{0}}) وسرعة الانفلات في الدافع ({\displaystyle v_{e}}).
{\displaystyle \Delta v\ =v_{e}\ln {\frac {m_{0}}{m_{1}}}}
لمزيد من المعلومات حول الأسس الرياضية للرحلات الفضائية يمكنك الاطلاع على الرياضيات الفضائية.
وفي بداية عشرينيات القرن العشرين، كان الأمريكي روبرت جوددارد (Robert Goddard) يعمل على تطوير صاروخ يعمل بالوقود السائل، حتى أصبح في غضون عقود معدودة مكونًا ضروريًا في تصميمات صواريخ بالغة الشهرة مثل صاروخ فاو 2 (V-2) وساتورن 5 (Saturn V).

## التخصصات الفرعية
بينما ينظر الكثيرون للملاحة الفضائية على أنها علم شديد التخصص، إلا أنه لا بد للمهندسين والعلماء المتخصصين في هذا المجال أن يتزودوا من مجالات علمية متفرّقة.
- الميكانيكا المدارية: دراسة الحركة المدارية. يعمل المتخصصون في هذا المجال على دراسة مواضيع مثل مسارات المركبات الفضائية وميكانيكيا القذائف والميكانيكا الفلكية.
- دفع مركبة الفضاء: كيفية تغير المدار وكيفية إطلاق المركبات. معظم المركبات الفضائية لديها أحد أشكال محركات الصواريخ ومن ثم تركز معظم الجهود البحثية على دفع الصواريخ بأنواعها المختلفة مثل الكيميائية أو النووية أو الكهربائية.
- تصميم المركبة الفضائية: نوع متخصص من هندسة الأنظمة يتمحور حول دمج جميع الأنظمة الفرعية الضرورية بإحدى مركبات الإطلاق أو السواتل.
- السيطرة: تبقي الساتل أو الصاروخ في المدار المطلوب (كما في ملاحة المركبات الفضائية) وتوجه على النحو المراد (كما في التحكم في الاتجاه.
- بيئة الفضاء: رغم أنه أكثر من مجرد علم متفرع عن الفيزياء فضلاً عن كونه متفرعًا عن الملاحة الفضائية، تمثل آثار طقس الفضاء والقضايا البيئية الأخرى مجالًا من مجالات الدراسة له أهمية متزايدة عند مصممي المركبات الفضائية.

## مجالات الدراسة ذات الصلة
- الملاحة الجوية والفضاء الجوي
- الهندسة الميكانيكية
- الفيزياء